# Prisca Mupfumira
 (décembre 2015).
Prisca Mupfumira est une femme politique zimbabwéenne.